# Talise
Talise ist ein Ort und eine administrative Einheit (Distrikt) des unabhängigen Inselstaates der Salomonen im südwestlichen Pazifischen Ozean.

## Geographie
Talise bildet zusammen mit Vatukulau und Duidui den Verwaltungsbezirk South Guadalcanal. Der Distrikt grenzt im Norden an den Bezirk Vulolo und im Westen an den Distrikt Avuavu im Bezirk East Guadalcanal.
Der Norden des Distrikts ist geprägt durch zahlreiche Berge, unter anderem Sambanara (1688 m), Tavisana (1616 m), Mount Kemau (1385 m), Tingge Tingge (1329 m), Votuvotu (574 m) und Chupu Tambu (1293 m).

## Klima
Das Klima ist tropisch, die durchschnittliche Tagestemperatur liegt bei gleichbleibend 28 Grad Celsius, die Wassertemperaturen bei 26 bis 29 Grad. Feuchtere Perioden sind vorwiegend zwischen November und April, diese sind aber nicht sehr ausgeprägt. Die durchschnittliche Niederschlagsmenge pro Jahr liegt bei 2000 mm und damit etwas niedriger als im Durchschnitt der Salomonen (3000 mm).